# Anneau de Jaffard
Pour les articles homonymes, voir Jaffard.
En mathématiques, un anneau de Jaffard est un anneau plus général qu'un anneau noethérien, dont la dimension de Krull se comporte comme au sein de toute extension polynomiale. Cette appellation provient du nom de Paul Jaffard, le premier à les avoir étudiés, dans les années 1960.
Formellement, un anneau de Jaffard est un anneau R tel que 
{\displaystyle \dim R[T_{1},\ldots ,T_{n}]=n+\dim R,\,}
où « dim » est une dimension de Krull. Il est aussi question d'un domaine d'intégration nommé « domaine Jaffard ».
La propriété de Jaffard peut être satisfaite par n'importe quel anneau noethérien, faisant que des anneaux non-jaffardiens peuvent être difficiles à trouver. Néanmoins, un exemple de cela a été donné par Abraham Seidenberg, en 1953, via le sous-anneau de
{\displaystyle {\overline {\mathbf {Q} }}[[T]]}
constitué de deux séries formelles dont le terme constant est rationnel.